# Landskampen D. 3/9
Landskampen D. 3/9 er en filmreportage, der beskriver en landskamp i atletik mellem Danmark, Norge og Sverige, der blev afviklet den 3. september 1922 på Østerbro Stadion. Filmen instruktør og producent er ukendt.